# Німецьке науково-дослідницьке співтовариство

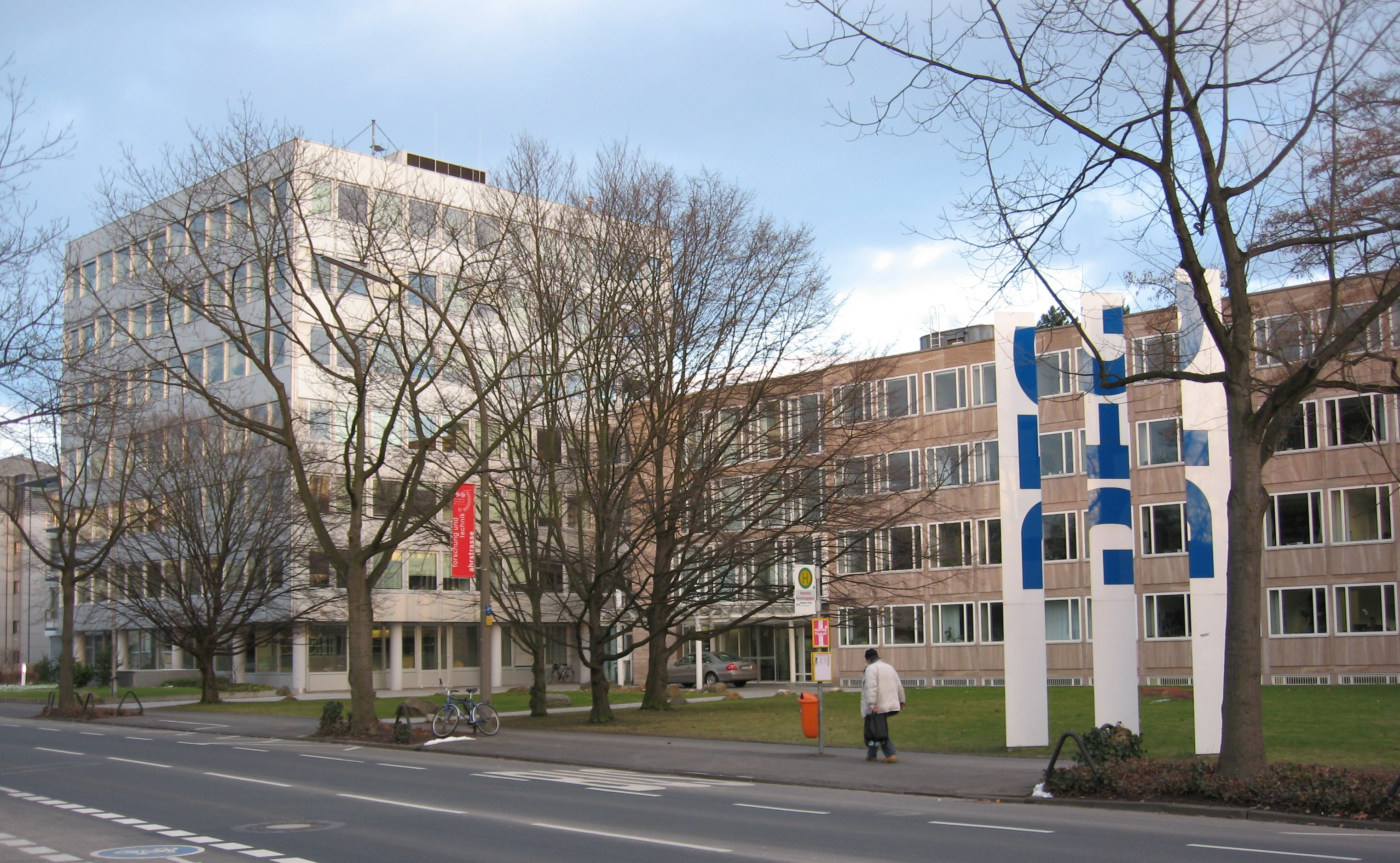
Осідок DFG в місті Бонн

Німецьке науково-дослідницьке співтовариство (нім. Deutsche Forschungsgemeinschaft, DFG) — головна самоврядна суспільна установа по сприянню науковим дослідженням у Німеччині.  Фінансується державою і урядами федеральних земель. Керується власно обраною президією, президентом та генеральним секретарем.

Ціль співтовариства сформульована в §1 його Статуту:
Німецьке науково-дослідне товариство слугує науці в усіх її галузях через фінансову підтримку досліджень та через сприяння співпраці серед науковців-дослідників. Воно консультує парламенти та державні установи в наукових питаннях та сприяє зв'язкам науки з економікою та з наукою за кордоном. ...
У 2005 році на різні наукові проекти співтовариство надало гранти на загальну суму 1,3 мільярди євро.

## Зовнішні посилання
- Офіційна вебсторінка Німецького науково-дослідницького співтовариства